# The Longest Voyage
„Cea mai lungă călătorie -- The Longest Voyage” este o povestire științifico-fantastică a scriitorului american Poul Anderson. A câștigat premiul Hugo pentru cea mai bună povestire în 1961. 

## Rezumat
Într-o lume îndepărtată, începe epoca marilor descoperiri. O echipă de exploratori îndrăzneți încearcă să facă înconjurul lumii. În apele necunoscute se întâlnesc cu o civilizație insulară care pretinde că are un profet care a căzut din stele. 

## Primire
A câștigat premiul Hugo pentru cea mai bună povestire în 1961.
Jean-Daniel Brèque a descris „Cea mai lungă călătorie” drept „o aventură vibrantă de necrezut”, „solid ilustrată, ca un mecanism bine uns” și „o operă lirică”.
Gardner Dozois, la selectarea povestirii pentru a fi inclusă în antologia sa din 2000 Explorers: SF Adventures to Far Horizons, a spus că este „aproape de neegalat” în science fiction pentru „lirismul, compasiunea, subtilitatea, gândirea și, mai ales, savoarea pe care o are, mângâind ciudățenia și minunea lumii ".
Steven H. Silver a comentat că ceea ce distinge „The Longest Voyage” de povestirile similare este că „Anderson oferă o motivație puternică atât pentru exploratori, cât și pentru nativi”.

## Vezi și
- 1960 în științifico-fantastic